# Cour d'appel fédérale des États-Unis
Les cours d'appel fédérales des États-Unis (en anglais : United States Courts of Appeals) sont les juridictions d'appel du système judiciaire fédéral américain. Elles connaissent de ce fait de tous les litiges jugés en première instance par les 94 cours de district qui dépendent de leurs juridictions, ainsi que ceux émanant des différentes grandes commissions administratives. Il s'agit de l'avant-dernier niveau du système judiciaire fédéral, avant la Cour suprême des États-Unis. La quasi-totalité des affaires sont résolues en cour d'appel, du fait que la Cour suprême a un système discrétionnaire, elle ne juge que quelques centaines de cas choisis.
Les cours d'appel fédérales emploient près de 179 magistrats au statut actif, tous nommés par le président des États-Unis et approuvées par le Sénat, des juges fédéraux[réf. nécessaire]. À l'âge de 65 ans, un juge peut demander un statut de senior et de ne juger que de façon discrétionnaire. Lors des jugements, trois magistrats siègent en même temps.
Le nombre des cours d'appel fédérales est fixé à treize, et leurs juridictions sont appelées « circuit ». Douze cours d'appels couvrent un territoire comprenant plusieurs États ou territoires américains. De son côté, la Cour d'appel des États-Unis pour le circuit fédéral entend des affaires d'ordre généralement administratif ou commercial impliquant une législation fédérale.
En 2022, 40 000 affaires furent traitées par les cours d'appel, un chiffre en baisse par rapport aux années précédentes ; ces appels proviennent des 761 028 procédures civiles et pénales jugées par les cours de district. À titre de comparaison, 135 000 procédures furent traitées en 2022 par les cours d'appel de 37 États fédérés.

## Liste des treize cours d'appel fédérales
La liste ci-dessous énumère les états ou territoires relevant de chacune des cours d'appel fédérales. Les sièges administratifs respectifs sont précisés entre parenthèses. Le nombre de cours de districts par État ou territoire est également spécifié entre parenthèses face aux noms de chacun d’entre eux.

Carte des 13 cours d'appel fédérales

- circuit du district de Columbia (Washington)
  - Washington (1)
- 1er circuit (Boston)
  - Maine (1)
  - Massachusetts (1)
  - New Hampshire (1)
  - Rhode Island (1)
  - Porto Rico (1)
- 2e circuit (New York)
  - Connecticut (1)
  - New York (4)
  - Vermont (1)
- 3e circuit (Philadelphie)
  - Delaware (1)
  - New Jersey (1)
  - Pennsylvanie (3)
  - Îles Vierges (1)
- 4e circuit (Richmond)
  - Caroline du Nord (3)
  - Caroline du Sud (1)
  - Maryland (1)
  - Virginie (2)
  - Virginie-Occidentale (2)
- 5e circuit (La Nouvelle-Orléans)
  - Louisiane (3)
  - Mississippi (2)
  - Texas (4)
- 6e circuit (Cincinnati)
  - Kentucky (2)
  - Michigan (2)
  - Ohio (2)
  - Tennessee (3)
- 7e circuit (Chicago)
  - Illinois (3)
  - Indiana (2)
  - Wisconsin (2)
- 8e circuit (Saint-Louis)
  - Arkansas (2)
  - Dakota du Nord (1)
  - Dakota du Sud (1)
  - Iowa (2)
  - Minnesota (1)
  - Missouri (2)
  - Nebraska (1)
- 9e circuit (San Francisco)
  - Alaska (1)
  - Arizona (1)
  - Californie (4)
  - Guam (1)
  - Hawaï (1)
  - Idaho (1)
  - Montana (1)
  - Nevada (1)
  - Îles Mariannes du Nord (1)
  - Oregon (1)
  - Washington (2)
- 10e circuit (Denver)
  - Colorado (1)
  - Kansas (1)
  - Nouveau-Mexique (1)
  - Oklahoma (3)
  - Utah (1)
  - Wyoming (1)
- 11e circuit (Atlanta)
  - Alabama (3)
  - Floride (3)
  - Géorgie (3)
- Circuit fédéral (Washington)
  - U.S. Court of Federal Claims
  - Cour d'appel des États-Unis pour les revendications des anciens combattants
  - U.S. Trademark Trial and Appeal Board
  - Board of Patent Appeals and Interferences
  - Boards of Contract Appeals
  - U.S. Merit Systems Protection Board
  - Commission du commerce international des États-Unis
  - Tribunal de commerce international des États-Unis
  - Cour de district des États-Unis (pour certaines affaires)